# Stenumer Holz
Das Stenumer Holz ist ein Waldgebiet und Naturschutzgebiet in der niedersächsischen Gemeinde Ganderkesee im Landkreis Oldenburg.

## Naturschutzgebiet
Das Naturschutzgebiet mit dem Kennzeichen NSG WE 311 ist circa 96 Hektar groß. Es ist praktisch deckungsgleich mit dem gleichnamigen FFH-Gebiet. Das Naturschutzgebiet grenzt im Südwesten an das Landschaftsschutzgebiet „Stenumer Holz“, das im Geltungsbereich der Naturschutzverordnung im Naturschutzgebiet aufgegangen ist. Innerhalb des Naturschutzgebietes liegen die Naturdenkmäler „Grabfindlinge im Stenumer Holz“ (ND213) und „Dicke Eiche Stenum“ (ND212). Das Gebiet steht seit dem 15. Dezember 2018 unter Naturschutz. Zuständige untere Naturschutzbehörde ist der Landkreis Oldenburg.
Das Naturschutzgebiet liegt nördlich von Ganderkesee am Rand des Naturparks Wildeshauser Geest. Es stellt ein von naturnahen Eichen- und Buchenwäldern geprägtes Waldgebiet auf einem historisch alten Waldstandort unter Schutz. Die Wälder sind überwiegend als Eichen-Hainbuchen- und Hainsimsen-Buchenwälder ausgeprägt. Entlang zweier Bachläufe sind auch Auenwälder ausgeprägt. Insbesondere im Nordwesten ist der Waldrand als Wallhecke ausgebildet. Im Osten des Naturschutzgebietes ist eine nach drei Seiten vom Stenumer Holz umgebene, brachgefallene Feuchtwiese in das Naturschutzgebiet einbezogen.
Dominierende Baumarten der Eichen-Hainbuchenwälder auf überwiegend feuchten Standorten sind Stieleiche und Hainbuche. Dazu gesellt sich die Rotbuche. In der Strauchschicht sind z. B. Stechpalme, Pfaffenhütchen, Hasel und Eingriffliger Weißdorn zu finden. In der Krautschicht siedeln u. a. Buschwindröschen, Großes Hexenkraut, Waldziest und Große Sternmiere sowie Rasenschmiele, Flattergras, Winterschachtelhalm, Waldsauerklee, Frauenfarn und Efeu zu finden. Die Buchenwälder werden von Rotbuche und Stieleiche dominiert. In der Strauchschicht sind zahlreiche Stechpalmen zu finden. In der Krautschicht siedeln u. a. Drahtschmiele, Waldsauerklee, Zweiblättrige Schattenblume, Haarhainsimse, Adlerfarn, Gemeiner Wurmfarn, Flattergras und Efeu. Die Eiche ist die am häufigsten vorkommende Baumart im Stenumer Holz. Als Nadelbäume sind Fichte, Kiefer, Lärche und Douglasie vertreten. Die kleinflächig vorkommenden Auenwälder werden von Schwarzerle und Esche geprägt. Dazu gesellen sich Gewöhnliche Traubenkirsche, Pfaffenhütchen und Rote Johannisbeere. In der Krautschicht siedeln u. a. Mädesüß, Bitteres Schaumkraut, Gegenblättriges und Wechselblättriges Milzkraut, Winkelsegge und Riesenschwingel sowie Rasenschmiele, Buschwindröschen, Scharbockskraut, Hohe Schlüsselblume, Großes Hexenkraut, Große Sternmiere, Gundermann, Waldsauerklee, Kriechender Hahnenfuß, Breitblättriger Dornfarn und Flutender Schwaden.  Weitere Pflanzen im Naturschutzgebiet sind u. a. Flatterulme, Bergahorn, Sumpfdotterblume, Alpenhexenkraut, Schwarze Teufelskralle, Grünliche Waldhyazinthe, Waldsanikel und Geflügelte Braunwurz. Die Wälder im Naturschutzgebiet verfügen über einen hohen Alt- und Totholzanteil.
Der Wald ist u. a. Lebensraum verschiedener Spechte. Daneben sind z. B. Kleiber, Eichelhäher, Star und Buchfink hier heimisch.
Im Westen verläuft eine öffentliche Straße durch das Naturschutzgebiet. Durch den Wald, der auch als Naherholungsgebiet dient, verlaufen mehrere Wald- und Wanderwege sowie ein Waldlehrpfad. Örtliche Kindergärten und die Grundschule Schierbrok betreiben ein „Waldklassenzimmer“, in dem Kindern die Natur nahegebracht werden soll. Nach Norden, Osten und Süden grenzt das Naturschutzgebiet an öffentliche Straßen, an die sich im Norden die Ortslage von Rethorn, im Osten die Ortslage Schierbrok und im Süden die Ortslage Stenum anschließen.